# Steinkopf (Nordwestteil des Gutsbezirks Reinhardswald)
Der Steinkopf ist ein 271,1 m ü. NHN hoher Berg im Nordteil des Mittelgebirges Reinhardswald im Landkreis Kassel, Hessen (Deutschland).
Zudem gibt es im Reinhardswald den Steinkopf im Südostteil des Gutsbezirks Reinhardswald und den Fuldataler Steinkopf.

## Geographie

### Lage
Der Steinkopf liegt im gemeindefreien Gebiet Gutsbezirk Reinhardswald zwischen dem nordwestlich gelegenen Helmarshausen, einem südlichen Stadtteil von Bad Karlshafen, dem südöstlich befindlichen Gottsbüren, einem östlichen Stadtteil von Trendelburg, und dem westlich liegenden Wülmersen, einem Gutshof im Norden von Trendelburg. Er erhebt sich zwischen dem kleinen Weser-Zufluss Landbecke im Osten und Nordosten, der Holzape im Süden und Südwesten und der Diemel im Nordwesten. Sein Südwestausläufer ist der Moosberg (185 m).
Knapp 600 m nordöstlich des Steinkopfgipfels erstreckt sich das 1965 gegründete und 14 ha große Naturschutzgebiet Urwald Wichmanessen (NSG-Nr. 82769).

### Naturräumliche Zuordnung
Der Steinkopf gehört in der naturräumlichen Haupteinheitengruppe Weser-Leine-Bergland (Nr. 37) und in der Haupteinheit Solling, Bramwald und Reinhardswald (370) zur Untereinheit Reinhardswald (370.4). Die Landschaft fällt nach Nordnordosten in die Untereinheit Weserdurchbruchstal (370.3) und nach Westen in die Untereinheit Hofgeismarer Rötsenke (343.4) ab; Letztere zählt in der Haupteinheitengruppe Westhessisches Bergland (34) zur Haupteinheit Westhessische Senke (343).

## Wandern und Verkehr
Westlich des bewaldeten Steinkopfs, der zum „Staatsforst Bad Karlshafen“ gehört, verläuft im Abschnitt Bad Karlshafen–Trendelburg der Wanderweg Reinhardswald-Westweg und östlich im Abschnitt Bad Karlshafen–Gottsbüren der Wanderweg Wildbahn. Über den Berg führen kleine Pfade. Östlich verläuft die Kreisstraße 75, die Helmarshausen mit Gottsbüren verbindet.